# Бівер-Медоус (Пенсільванія)
Бівер-Медоус (англ. Beaver Meadows) — місто (англ. borough) в США, в окрузі Карбон штату Пенсільванія. Населення — 897 осіб (2020).

## Географія
Бівер-Медоус розташований за координатами 40°55′48″ пн. ш. 75°54′47″ зх. д. / 40.93000° пн. ш. 75.91306° зх. д. (40.929892, -75.913105).  За даними Бюро перепису населення США в 2010 році місто мало площу 0,67 км², уся площа — суходіл.

## Демографія
Згідно з переписом 2010 року, у селищі мешкало 869 осіб у 378 домогосподарствах у складі 238 родин. Густота населення становила 1300 осіб/км².  Було 446 помешкань (667/км²).
Расовий склад населення:
| - 97,0 % — білих - 0,5 % — чорних або афроамериканців - 0,2 % — азіатів - 0,1 % — корінних американців |

До двох чи більше рас належало 1,8 %. Частка іспаномовних становила 2,6 % від усіх жителів.
За віковим діапазоном населення розподілялося таким чином: 21,9 % — особи молодші 18 років, 57,6 % — особи у віці 18—64 років, 20,5 % — особи у віці 65 років та старші. Медіана віку мешканця становила 43,2 року. На 100 осіб жіночої статі у селищі припадало 96,2 чоловіків;  на 100 жінок у віці від 18 років та старших — 95,7 чоловіків також старших 18 років.
Середній дохід на одне домашнє господарство  становив 45 508 доларів США (медіана — 37 179), а середній дохід на одну сім'ю — 55 742 долари (медіана — 43 977). Медіана доходів становила 34 886 доларів для чоловіків та 34 722 долари для жінок. За межею бідності перебувало 17,2 % осіб, у тому числі 41,2 % дітей у віці до 18 років та 4,6 % осіб у віці 65 років та старших.
Цивільне працевлаштоване населення становило 283 особи. Основні галузі зайнятості: освіта, охорона здоров'я та соціальна допомога — 36,0 %, виробництво — 18,7 %, роздрібна торгівля — 11,0 %, транспорт — 10,2 %.